# Over schoonheid
Over Schoonheid (On Beauty) is de derde roman van de Britse schrijfster Zadie Smith en werd in 2005 uitgegeven bij de Londense uitgeverij Hamish Hamilton. De Nederlandse vertaling (door Monique Eggermont en Kitty Pouwels) verscheen bij uitgeverij Prometheus(ISBN 9044606387). Een essay van Elaine Scarry (On Beauty and Being Just) inspireerde Smith voor de titel.
De roman vertelt het verhaal van een Brits-Amerikaanse familie die in het noordoosten van de Verenigde Staten (New England) woont. Drie hoofdthema's in het boek zijn 'ras en identiteit' in Amerika en Groot-Brittannië, de natuur van 'schoonheid' en het conflict tussen liberale en conservatieve normen en waarden binnen de gesloten academische wereld.

## Samenvatting
On Beauty focust op het reilen en zeilen in twee families die ondanks hun grote ideologische verschillen steeds meer bij elkaar betrokken geraken. De familie Belsey bestaat uit de (blanke) Engelsman Howard, professor kunstgeschiedenis aan de universiteit van Wellington, zijn (zwarte) vrouw Kiki en hun drie kinderen Jerome, Zora en Levi. Ze wonen in de fictieve universiteitsstad Wellington, vlak bij Boston. Howards vijand (aanvankelijk slechts op professioneel vlak) is Monty Kipps, een Brit afkomstig van Trinidad, die met zijn eveneens zwarte vrouw Carlene en hun twee kinderen Victoria en Michael in Londen woont.
De familie Belsey, met Howard voorop, is liberaal en atheïstisch. Howard neemt het zijn zoon Jerome, die zich hartstochtelijk tegen de familietraditie in tot het christendom bekeerd heeft, dan ook niet in dank af als deze beslist tijdens de zomermaanden een vakantiejob aan te nemen bij de ultra-conservatieve en ultra-katholieke familie Kipps, in Londen. Na een mislukte liefdesaffaire met de bloedmooie dochter des huizes, Victoria Kipps, keert Jerome weer naar huis. Negen maanden later verhuist de familie Kipps naar Wellington waar Monty werd uitgenodigd om aan de universiteit een lezingenreeks te geven.
De echtgenotes, Carlene Kipps en Kiki Belsey, geraken bevriend ondanks de vijandelijkheden tussen de respectieve families. De spanning loopt hoog op wanneer Monty de liberale waarden van de Wellington-universiteit, waaronder het affirmative action-programma van Howard in vraag begint te stellen. Intussen hebben beide families ook met zware persoonlijke problemen te kampen. De Belsey-familiw staat op scheuren wanneer Howards overspelige relatie met collega (en vriendin aan huizes) Claire Malcolm aan het licht komt. Ook Monty maakt zijn handen vuil aan bedrog terwijl zijn vrouw Carlene stervende is.
Zora en Levi raken bevriend met Carl, een zwarte jongeman uit een armer milieu dan de Belsey-kinderen gewend zijn. Zora, tot over haar oren verliefd, gebruikt hem als mascotte voor haar campagne voor herziening van de academische toelatingsvoorwaarden voor getalenteerde maar minder gegoede studenten. Voor Levi is Carl een voorbeeld van Zwarte Identiteit, een street identity waarmee de jonge Levi dweept, ondanks het middle (upper?) class milieu waarin hij is opgegroeid.
Levi raakt steeds meer betrokken bij de politieke actievoering van zijn Haïtiaanse vrienden en is medeplichtig bij de diefstal van een waardevol schilderij dat zich in de persoonlijke collectie van Monty Kipps bevindt. Toevallig gaat het om een schilderij dat Carlene bij haar dood aan Kiki had nagelaten.
De situatie escaleert wanneer Victoria Kipps, ondertussen een studente van professor Howard Belsey, erin slaagt hem te verleiden. Zoals het een zwakke man in een midlife crisis betaamt kan Howard haar niet weerstaan en bedriegt hij Kiki voor de tweede keer. Wanneer Carl en Victoria een affaire beginnen, voelt Zora zich niet alleen in de steek gelaten en bedrogen door Carl, maar ontdekt ze ook haar vaders relatie met Victoria.

## Inspiratie
On Beauty is geïnspireerd op Howards End, de beroemde roman geschreven door E.M. Forster. Zadie Smith beschreef haar boek als een eerbetoon aan Forster. Naast de naam van het hoofdpersonage, Howard, zijn parallellen ook te vinden in de opening (Howards End begint met brieven van Helen aan haar zus, On Beauty begint met een e-mail van Jerome naar zijn vader), het nalaten van een waardevol familieobject aan een andere familie (the Wilcox house in Howards End, het schilderij in On Beauty), en meer algemeen de lotgevallen van twee zeer tegengestelde families die meer en meer verstrengeld geraken.

## Waardering
- In 2006 won het boek de Orange Prize for Fiction.